# Sisowath Sirik Matak
Sisowath Sirik Matak (Phnom Penh, 22 gennaio 1914 – Phnom Penh, 21 aprile 1975) è stato un generale e politico cambogiano, Ambasciatore in Cina e poi in Giappone dal febbraio 1962 all'agosto 1964, Vice Primo Ministro dall'agosto 1969 al marzo 1971, Primo Ministro dal marzo 1971 al marzo 1972.
Era membro della famiglia reale cambogiana Sisowath, appartenente alla dinastia Varman (indicante, in sanscrito, l'essere dinastia affidata alla protezione della divinità), pronipote del re Sisowath della Cambogia e cugino del sovrano cambogiano Norodom Sihanouk.

## Biografia

### Carriera politica e militare
Nel 1941, quando la Cambogia era ancora un protettorato francese, il principe Sirik Matak (sostenitore dello zio Sisowath Monireth, figlio del re defunto e Primo Ministro in carica) fu a propria volta candidato al trono per la successione al re Sisowath Monivong, ma le autorità francesi gli preferirono il cugino Norodom Sihanouk, figlio di Norodom Suramarit (a propria volta cugino e genero del re defunto). Dopo la seconda guerra mondiale il principe seguì la carriera militare (1949-1975) raggiungendo il grado di tenente generale e l'incarico di Capo di Stato Maggiore dell'Esercito, e si dedicò anche alla politica entrando a far parte del Partito del Rinnovamento Khmer, di orientamento conservatore e anticomunista, fondato dal gen. Lon Nol. Dopo l'indipendenza della Cambogia, Sirik Matak ricoprì più volte l'incarico di ministro, nel quadro di un equilibrio politico che non ne migliorò comunque i rapporti col cugino Sihanouk. Fra il 1962 e il 1967 fu ambasciatore prima in Cina e poi in Giappone, svolgendo così incarichi di notevole prestigio ma tali da trattenerlo lontano dalla Patria e dalle vicende di governo; Son Ngoc Thanh divenne, in quel periodo, il principale e quasi unico leader dell'opposizione anticomunista all'interno della Cambogia, organizzando le formazioni armate Khmer Serei per contrastare le infiltrazioni Viet Cong e la presenza delle formazioni Khmer Kraham, assurta alla ribalta internazionale con gli attacchi contro le forze governative operati nel 1967.  In occasione delle prime libere elezioni svoltesi in Cambogia l'11 settembre 1966, il partito conservatore ottenne il 75% dei seggi, e Lon Nol e Sirik Matak divennero rispettivamente Primo Ministro e Vice-Primo Ministro (25 ottobre 1966 - 1 maggio 1967). Tornato definitivamente in patria, e riassunto il suo ruolo di esponente di primo piano della fazione filo-occidentale e anti-comunista, pertanto ostile all'ambigua politica di Sihanouk, Sirik Matak sarebbe diventato Vice Primo Ministro del governo di Lon Nol (agosto 1969 - marzo 1971) che avrebbe rovesciato il regime sihanoukista; nella veste di Vice Primo Ministro, Sirik Matak si recò anche ad Hanoi per trattare il ritiro dalla Cambogia delle truppe nordvietnamite, scoprendo, in tale occasione, i documenti che autorizzavano le stesse a occupare il territorio cambogiano, firmati dallo stesso Sihanouk e comprovanti il tradimento del sovrano.

### Svolta anti-sihanoukista e Repubblica cambogiana
Nel marzo del 1970, mentre Sihanouk si trovava all'estero, Lon Nol e  Sirik Matak organizzarono un colpo di Stato contro il sovrano, che portò alla proclamazione della Repubblica Khmer, che assunse posizioni filo-statunitensi. Cheng Heng, già Presidente dell'Assemblea Nazionale, divenne formalmente Capo dello Stato (21 marzo 1970 - 9 marzo 1972), Lon Nol assunse, come Primo Ministro, i poteri derivanti dallo stato di emergenza e Sirik Matak divenne Vice-Primo Ministro (sostituendo per diverso tempo Lon Nol nelle sue funzioni di Primo ministro) e poi (marzo 1971 - marzo 1972) Primo Ministro. Il colpo di Stato portò a una "escalation" della guerra civile cambogiana, in realtà già in corso per l'attività delle formazioni comuniste degli Khmer Kraham (c.d. Khmer "Rouge"), connessa alla presenza delle residue formazioni Viet Cong e delle truppe nord-vietnamite stanziate a ridosso del confine sud-vietnamita e nel tratto meridionale del c.d. "Sentiero di Ho Chi Minh". Nel marzo 1972 Lon Nol divenne Presidente della Repubblica e (indotto alle dimissioni Sirik Matak da una campagna organizzata contro di lui dal suo rivale Lon Non, fratello minore di Lon Nol, magg. - poi gen. - comandante della 15ª Brigata di Fanteria e in quanto tale responsabile della difesa di Phnom Penh, futuro Ministro per gli Affari Interni) Son Ngoc Thanh fu il nuovo Primo Ministro, ma Sirik Matak continuò a restare una figura influente, come capo del Partito Repubblicano e anche nell'ambito militare, tanto che nell'aprile del 1973 fu chiamato a far parte dell'Alto Consiglio Politico insieme al presidente Lon Nol, all'ex capo dello stato Cheng Heng e al nuovo primo ministro In Tam. Nel 1974 Sirik Matak divenne membro del Consiglio Esecutivo composto anche da Lon Nol, dal nuovo primo ministro Long Boret e dal generale Sosthene Fernandez, capo delle Forze Armate.

### Rifiuto di fuggire e morte
Il 12 aprile 1975 a seguito dell'avanzata dei Khmer Kraham gli USA evacuarono l'ambasciata ed offrirono asilo politico agli alti esponenti della Repubblica Khmer, ma Sirik Matak e Long Boret, così come altri esponenti dello Stato repubblicano quali Son Ngoc Thanh, l'ex primo ministro Hang Thun Hak e lo stesso Lon Non, rifiutarono di partire, nonostante i loro nomi figurassero sulla lista dei "Sette traditori" condannati a morte dagli stessi Khmer Rossi. La lettera scritta dal principe Sirik Matak all'ambasciatore statunitense, John Gunther Dean, che lo esortava a lasciare la Cambogia per rifugiarsi negli U.S.A., è una testimonianza inequivocabile di risolutezza, orgoglio personale e nazionale e disprezzo (pur nell'eleganza formale) dell'ex alleato divenuto, per ragioni di politica interna, traditore del popolo cambogiano. Catturato dai khmer kraham, Sirik Matak venne portato al circolo sportivo di Phnom Penh e giustiziato sommariamente insieme a Long Boret (secondo alcune testimonianze, sarebbe stato ferito al ventre o allo stomaco e abbandonato agonizzante per alcuni giorni).